# Liste der Bodendenkmäler in Herscheid
Die Liste der Bodendenkmäler in Herscheid führt die Bodendenkmäler der sauerländischen Gemeinde Herscheid auf.

## Denkmäler
| Nummer | Lage                                                                                         | Beschreibung | Eingetragen seit   | Bild |
| ------ | -------------------------------------------------------------------------------------------- | --- | ------------------ | ---- |
| 1      | Zwischen Wellin und Welliner Baum                                                            | Schutzwall Wellin, alte Territorialgrenze                                                                             | 5. November 1985   |      |
| 2      | Ausgangs des Kählertals                                                                      | Landwehr im Kählertal, alte Territorialgrenze                                                                         | 26. Juli 2004      |      |
| 3      | Böschung südlich des ehemaligen Bahnhofs Hüinghausen; Elsetalstraße 46 (Bahnhof Hüinghausen) | Paläontologische Fundstätte bei einer Böschung südlich des ehemaligen Bahnhofs Hüinghausen                            | 27. Juli 2004      |      |
| 4      | Nördlich von Kiesbert                                                                        | Paläontologische Fundstätte mit Fossilien aus früher erdgeschichtlicher Zeit                                          | 29. September 2014 |      |
| 5      | Nordhelle                                                                                    | Unterpflasterung des Trigonometrischen Punkts „Nordhelle“. Reste eines Messpunktes I. Ordnung des Netzes von 1812 ff. | 17. November 2015  |      |